# Yoshito Matsushige
Yoshito Matsushige (松重 美人, Matsushige Yoshito, 2 janvier 1913 - 16 janvier 2005) est un photojournaliste japonais survivant du bombardement atomique sur Hiroshima le 6 août 1945, qui prend cinq photographies le jour du bombardement, seuls clichés connus pris ce jour-là à Hiroshima.
Matsushige naît à Kure, préfecture d'Hiroshima en 1913. À la sortie de l'école il est employé dans un journal et en 1943, entre au service photographique du quotidien Chugoku Shimbun.
Matsushige se trouve chez lui à 2,7 km au sud de l'hypocentre au moment de l'explosion. Il n'est pas sérieusement blessé et décide d'aller dans le centre-ville. Un incendie le contraint à revenir au pont de Miyuki où la vue de gens désespérés et mourant l'empêche d'utiliser son appareil photo pendant vingt minutes, avant qu'il ne prenne deux clichés à environ 11h00. Il essaye de nouveau plus tard dans la journée, mais se sent trop nauséeux pour prendre plus de trois clichés. Les deux premières sont des blessés graves près du pont de Miyuki, le second d'entre eux est pris de près et montre de l'huile de cuisine appliquée sur leurs brûlures. Un troisième montre un policier, la tête bandée, délivrant des certificats pour les civils. Les deux dernières photos sont prises près de la maison : l'une témoigne des dommages au salon de coiffure familial, l'autre est prise de sa fenêtre.
Matsushige ne peut développer le film pendant vingt jours, et même alors doit le faire pendant la nuit et en plein air, puis le rincer dans un ruisseau. Dans les années 1970, les négatifs sont gravement détériorés, ce qui nécessite de minutieux travaux de restauration.